# Prisovyani
Prisovyani (en macédonien Присовјани) est un village du sud-ouest de la Macédoine du Nord, situé dans la municipalité de Struga. Le village comptait 11 habitants en 2002.

## Démographie

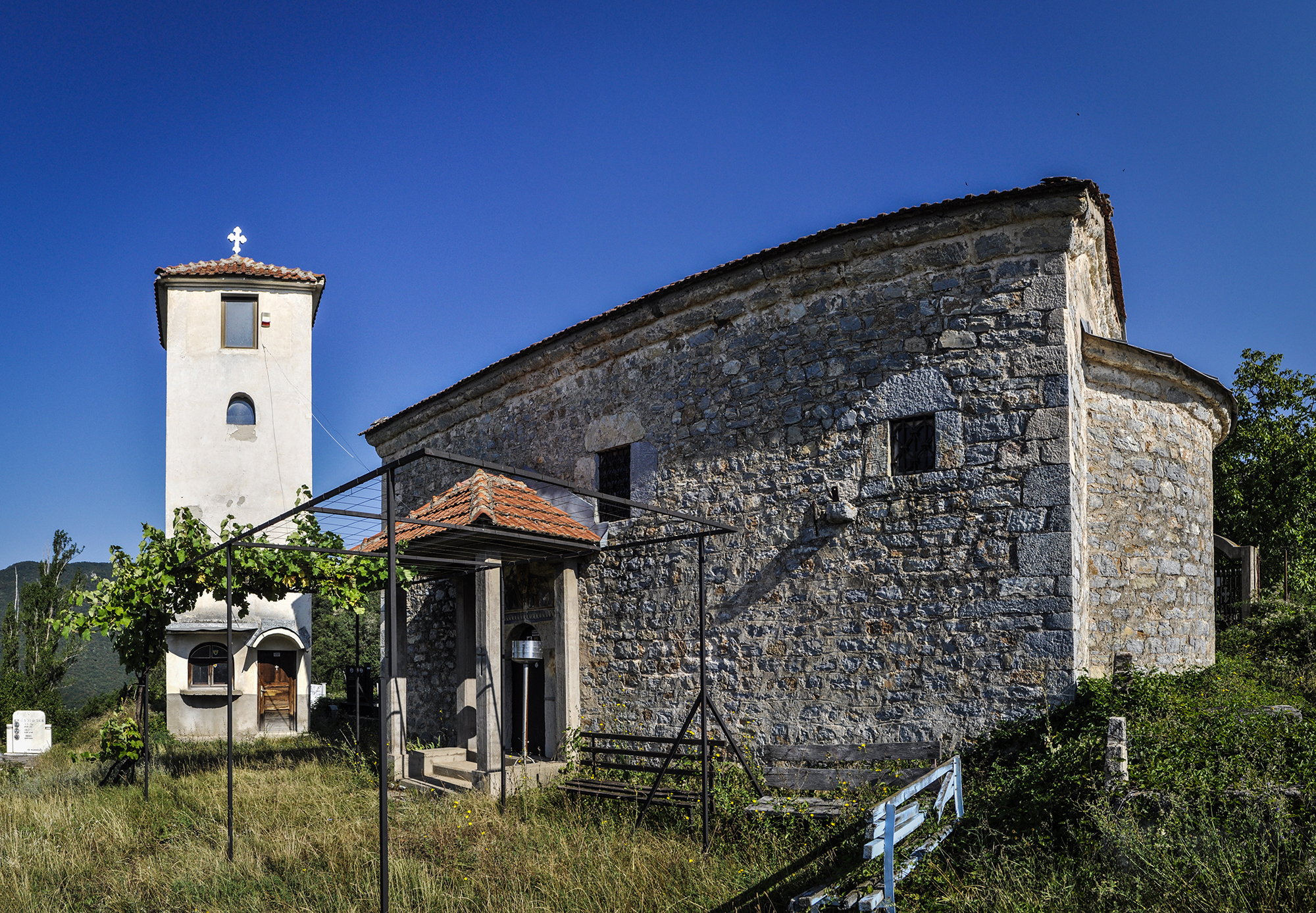
Église Saint-Nicolas (en 2016).

Lors du recensement de 2002, le village comptait :
- Macédoniens : 11.